# Ilhéu Branco
 For alternative betydninger, se Branco.
Ilhéu Branco (portugisisk for hvid småø) er en ø i øgruppen Barlavento i Kap Verde.
16°39′29″N 24°40′11″V / 16.6580556°N 24.6697222°V